# Пестрогрудый цветной трупиал
Пестрогрудый цветной трупиал (лат. Icterus pectoralis) — вид птиц семейства трупиаловых. Род Цветные трупиалы (лат. Icterus). Занесён в Красную книгу МСОП как вид, близкий к уязвимому положению (NT).
Певчая птица среднего размера с ярко-оранжевым оперением, с чёрным нагрудником и чёрной пятнистостью по сторонам груди. В целом самцы и самки похожи друг на друга. У молодых самок оливково-зелёный цвет на спине и хвосте, сероватые крылья, мало или нет чёрного оперения на лице, горле и груди.
Взрослые особи имеют длину в 21—24 см. Самцы весят около 50 грамм, самки — в среднем 45 грамм. Размер маха крыльев составляет 8,8—11,4 см, размер хвоста — 8,5—11,2 см, клюва — 1,9—2,4 см и каждой лапки —2,6—3 см.
Распространён на территории Гватемалы, Гондураса, Коста-Рики, Мексики, Никарагуа, Сальвадора, США.
Природным ареалом являются субтропические и тропические сухие леса, субтропические и тропические влажные равнинные леса, и, в значительной степени, поросшие кустарниками равнины.
Пестрогрудый цветной трупиал гнездится только на Тихоокеанском побережье Центральной Америки. Искусственно разводиться также на Атлантическом побережье в южной части штата Флорида в США.